# Zeche Westfalen

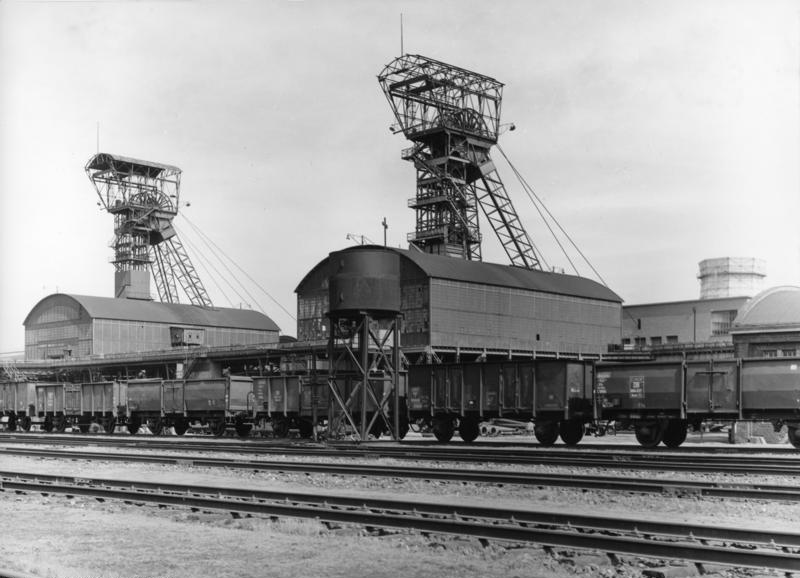
Zeche Westfalen 1959 mit den Fördergerüsten Wilhelm I und Wilhelm II

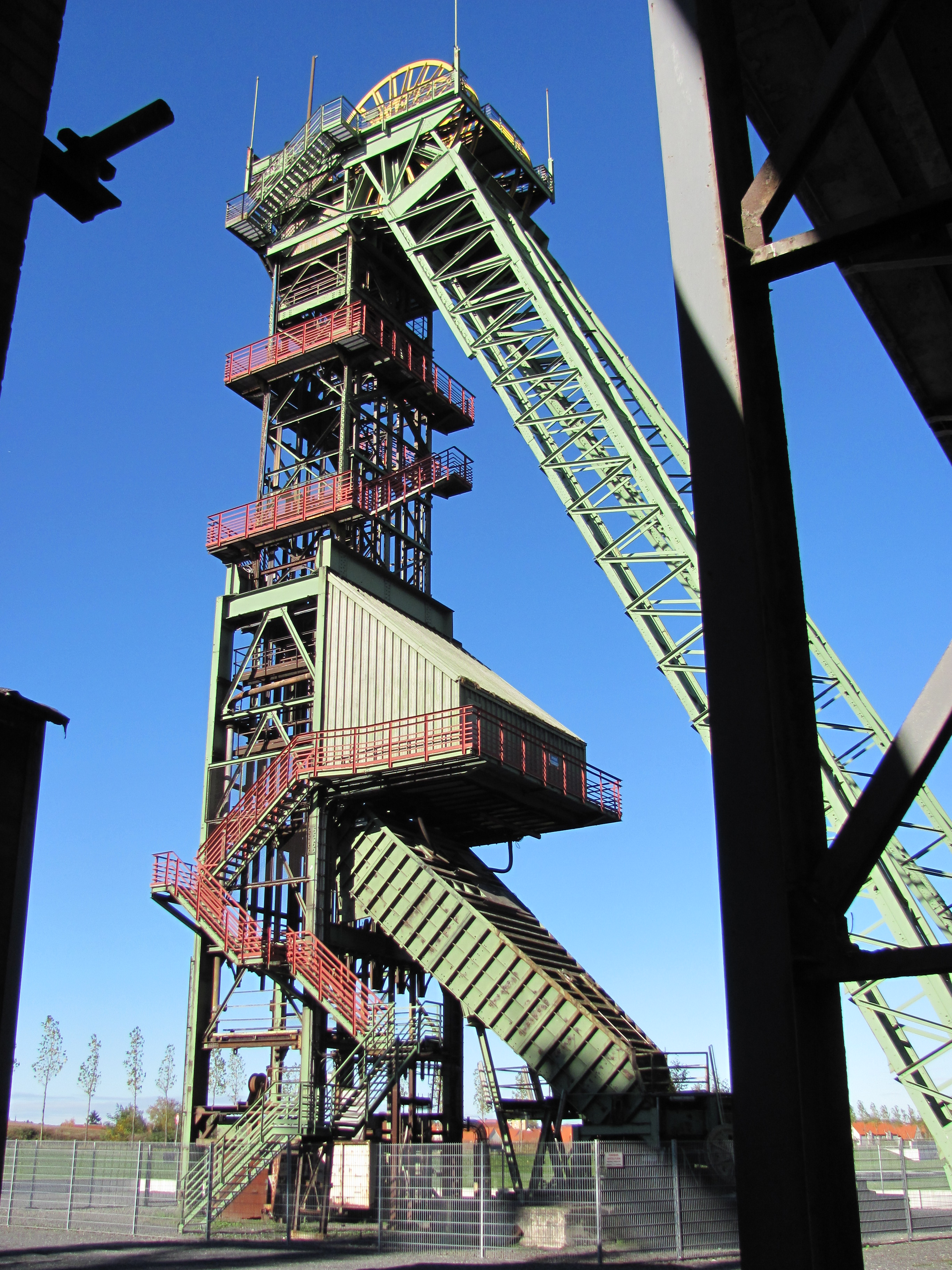
Fördergerüst

Die Zeche Westfalen war ein Steinkohlen-Bergwerk in Ahlen.

## Geschichte

### 1900–1910
Die Zeche Westfalen in Ahlen entstand zu Beginn des 20. Jahrhunderts auf Initiative einiger örtlicher Fabrikanten, die sich zu einer Interessengemeinschaft zusammengeschlossen hatten.
Nachdem 1901 im Bereich der Bauerschaft Rosendahl bei Suchbohrungen Kohlevorräte entdeckt wurden, führte man bis 1907 weitere 33 Tiefbohrungen durch. Am 1. Februar 1909 wurde mit dem Abteufen der Schächte 1 und 2 begonnen. Gleichzeitig wurde die erforderliche Infrastruktur (Straßenverbindungen, Zechenbahn, bergwerkseigene Ziegelei) erstellt.

### 1911–1920
Im Jahr 1911 wurde am Schacht 1 die Teufe von 1087 Metern und etwas später am Schacht 2 die Teufe von 1052 Metern erreicht. Neun Kohlenflöze mit Mächtigkeiten von 0,7 bis 1,75 Meter wurden durchteuft. Zu diesem Zeitpunkt gab es kein anderes Bergwerk mit tieferen Schächten. Am 5. März 1913 wurde die erste Kohle gefördert. Im Januar 1914 wurde die Kokerei „Westfalen“ in Betrieb genommen.
Am 16. November 1920 riss das Förderseil von Schacht 2. 14 Bergleute starben bei dem schwersten Grubenunglück auf der Zeche „Westfalen“.

### 1921–1945
1935 wurden der zecheneigene Hafen am Datteln-Hamm-Kanal und die Anschlussbahn dorthin fertiggestellt. Ein Jahr später wurde Schacht 3 abgeteuft. Im Dezember 1940 wurde mit dem Abteufen von Schacht 4 begonnen, der 1943 die Endteufe von 855 Metern erreichte. Der Schacht wurde im Oktober 1944 in Betrieb genommen.
Während des Zweiten Weltkrieges wurden Fremdarbeiter und Kriegsgefangene auf „Westfalen“ eingesetzt. Am 23. März 1944 wurden bei einem Luftangriff der Alliierten 1000 Bomben auf die Zeche und die angrenzende Zechenkolonie abgeworfen, weite Teile der Zeche „Westfalen“ wurden zerstört, Fördergerüste und Fördermaschinen blieben jedoch weitgehend erhalten. Die Förderung und der Absatz der Rohkohle konnten fortgesetzt werden. Bei dem Angriff wurden 193 Menschen getötet und 250 Menschen verletzt, etwa 600 verloren ihre Wohnung. Am 31. März 1945 besetzten amerikanische Truppen die Stadt Ahlen und damit auch die Zeche „Westfalen“. Die Förderung wurde vorübergehend eingestellt, aber bereits Ende April wieder aufgenommen.

### 1946–1960
Im Jahr 1951 wurde der Diplomkaufmann und Diplomhandelslehrer Wilhelm Wilmerstadt zum Direktor bestellt. Im Oktober 1953 begannen die Abteufarbeiten für Schacht 5. Ab April 1956 wurde Schacht 2 tiefer geteuft. Die Nachteufarbeiten wurden im Mai 1957 bei einer Teufe von 1233,6 Metern abgeschlossen.

### 1961–1980
Während bereits zahlreiche Zechen im Ruhrgebiet stillgelegt wurden, begann das Abteufen von Schacht 6 im September 1962. Damit sollte die Erschließung weiterer Kohlenfelder vorangetrieben werden. Der Schacht wurde im Mai 1966 in Betrieb genommen.
Am 27. November 1968 wurde die Ruhrkohle AG (RAG) gegründet. Die RAG wurde Eigentümerin der Mehrzahl aller Ruhrgebietszechen. Die Steinkohlenbergwerk Westfalen AG jedoch verkaufte die Zeche „Westfalen“ an den Eschweiler Bergwerks-Verein (EBV). Der Luxemburgische Stahlkonzern ARBED sicherte sich auf diese Weise die Versorgung seiner Hochöfen mit Koks.
Im August 1979 wurden am Schacht 7 in einer Teufe von 1.330 Metern die Abteufarbeiten beendet.

### 1981–1990

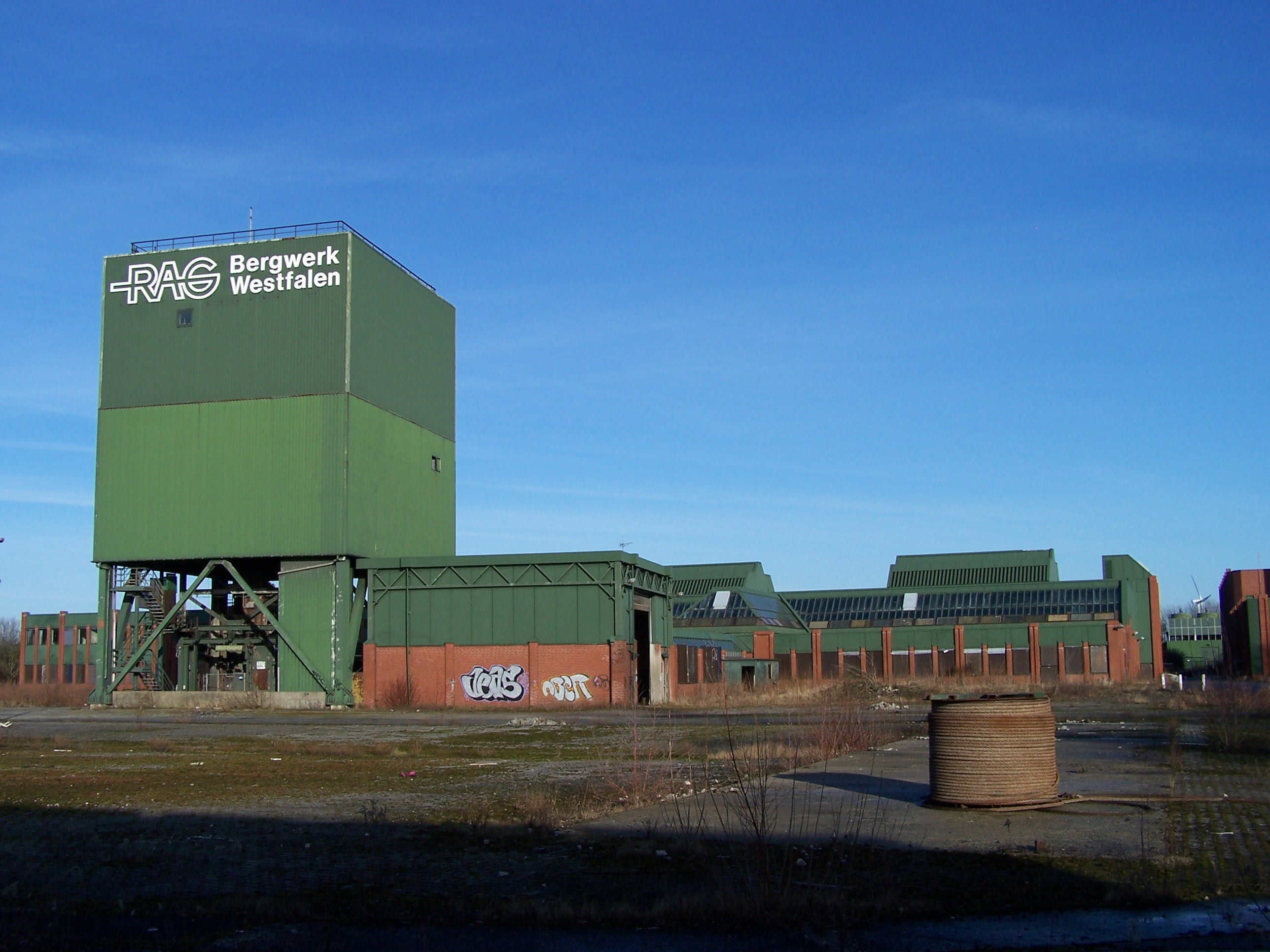
Schacht 7 im Januar 2009

Schacht 7 in Heessen wird 1983 als Material- und Seilfahrtsschacht in Betrieb genommen.
Im Jahr 1986 wurden Schacht 3 und Schacht 5 stillgelegt, in deren Grubenfeldern infolge hohen Wasserzulaufes und anderer geologischer Schwierigkeiten nur begrenzt Abbau betrieben wurde.
Am 2. Januar 1989 übernahm die RAG, zunächst in Personalunion mit der Werksdirektion der Zeche Radbod, die Betriebsführung der Zeche „Westfalen“. Am gleichen Tag wurde die Stilllegung der Kokerei zum 31. März 1989 beschlossen.

### 1991–2001
Die RAG gab im November 1991 offiziell die Schließung der Zeche „Westfalen“ für das Jahr 1999 bekannt. Am 1. Juli 1993 ging das gesamte Bergwerk offiziell in den Besitz der RAG über. Bis 1994 wurden die Tagesanlagen der bereits stillgelegten Schächte 3, 4 und 5 abgerissen. Am 30. Juni 2000 wurde die Förderung auf der Zeche „Westfalen“ eingestellt.
Die verbliebenen Schächte 1, 2, 6 und 7 wurden 2001 verfüllt. Die Tagesanlagen am Schacht 6 wurden abgerissen. Mit der Frage der Nachnutzung des Bergwerksgeländes an der Doppelschachtanlage 1/2 haben sich Arbeitskreise, Projektgruppen und die politischen Gremien seit den 1990er Jahren beschäftigt. Ein Teil der vorhandenen Anlagen, insbesondere die Fördergerüste und die frühere Lohnhalle und Waschkaue, wurden als erhaltenswert eingestuft.

## Heutige Nutzung

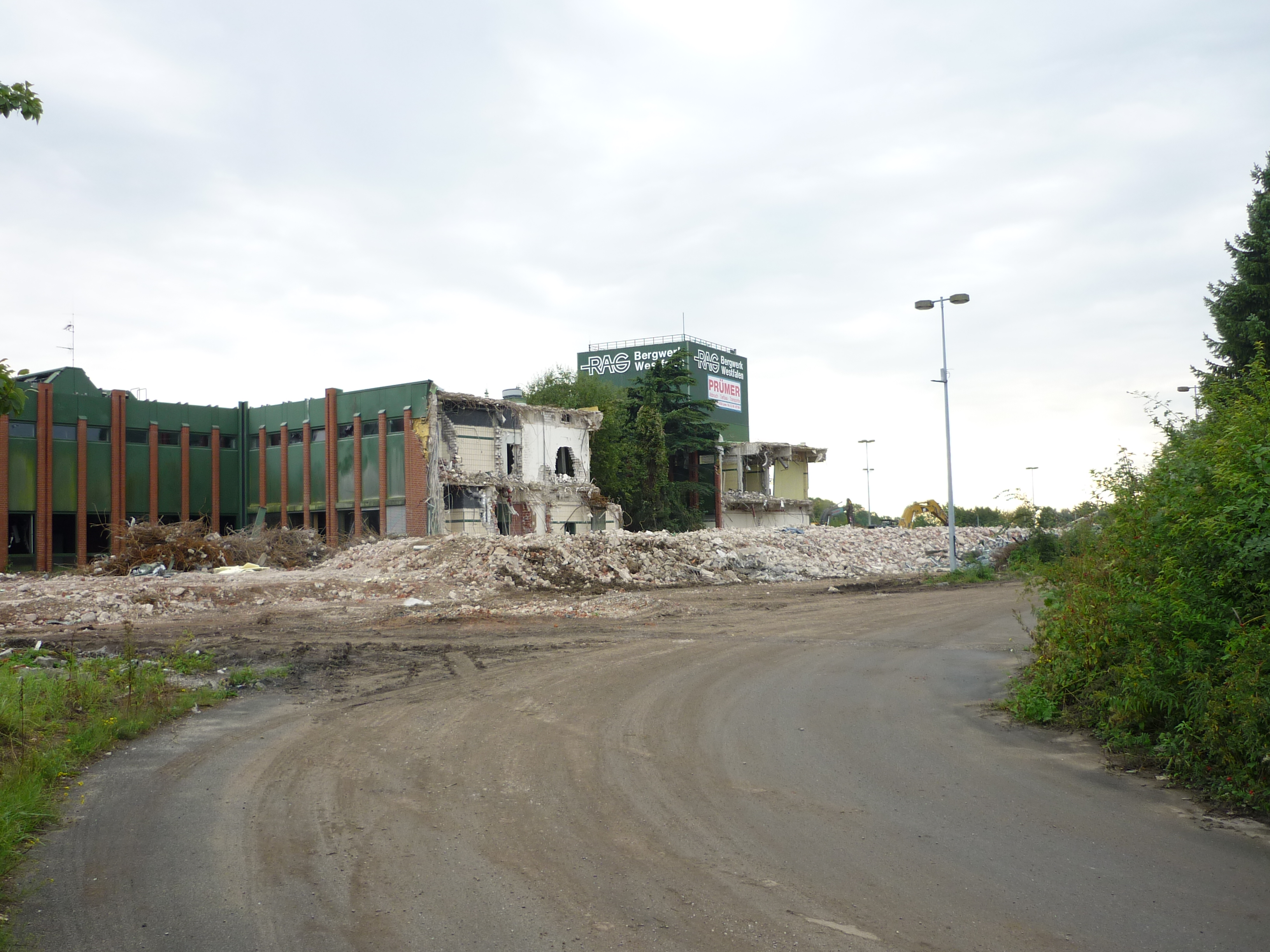
Schachtanlage 7 im Abriss befindlich (2010)

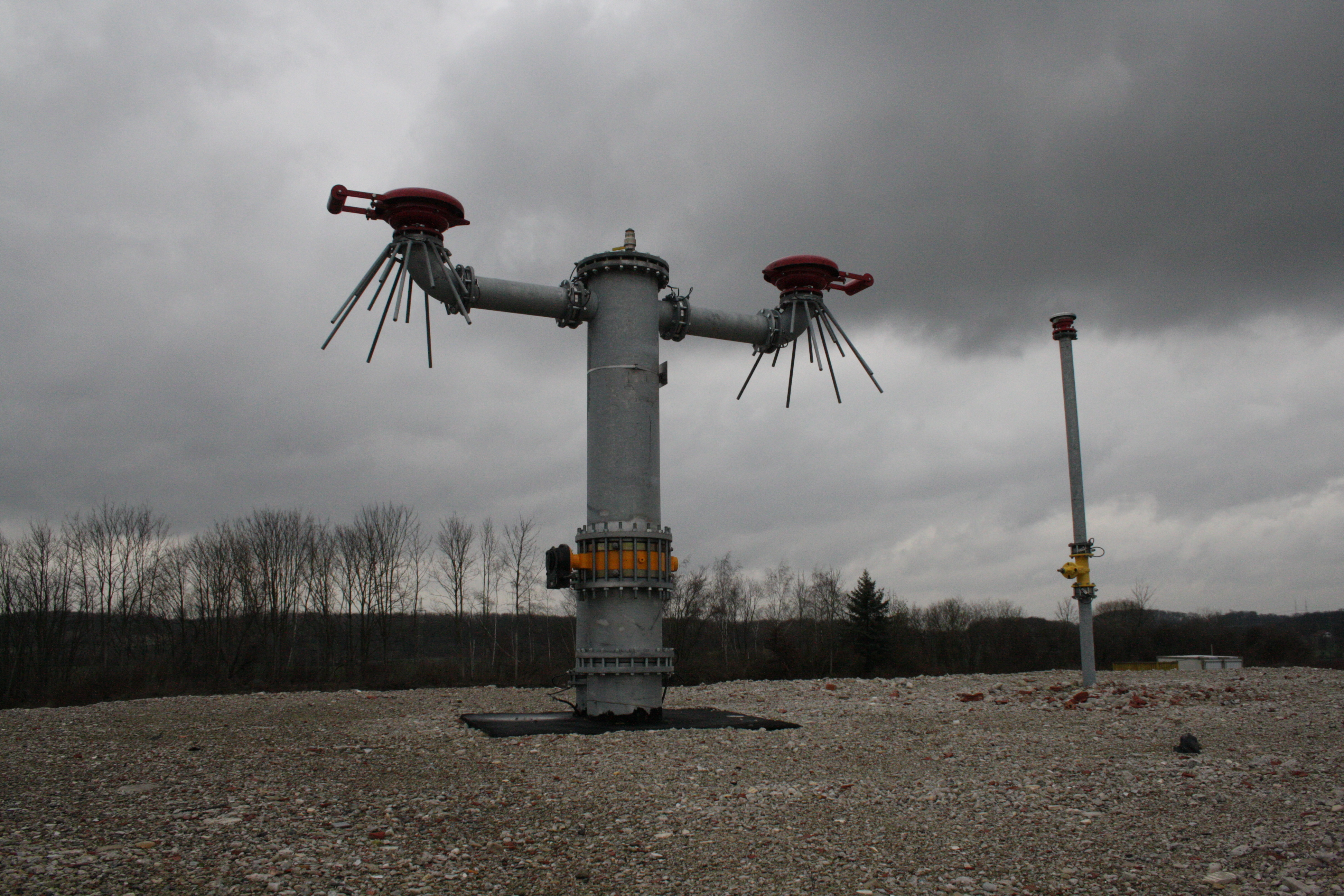
Protegohaube am Schacht 7 der Zeche Westfalen.

Bis auf die erhaltenswerten Gebäude sind die Tagesanlagen am Schacht 1/2 abgerissen. Besonders spektakulär war die Sprengung der Kohlenwäsche am 5. November 2003. Das Gelände wird seit 2006 als Gewerbefläche und Veranstaltungsort genutzt. In dem neuen Gewerbezentrum der ehemaligen Lohnhalle und Weißkaue sind unter anderem verschiedene Hightechfirmen ansässig. Eine bis zu 22 Meter hohe Kletterwand des BigWall-Klettercentrums Ahlen befindet sich in der ehemaligen Schwarzkaue genauso wie ein Indoor-Hochseilgarten. Seit November 2007 werden die Gebäude „Lohnhalle“ und „Weißkaue“ auch als Kongress- und Messeveranstaltungsort genutzt. In den Räumen der ehem. Grubenwehr hat der Bergbau-Traditions-Verein Zeche Westfalen ein Museum eingerichtet. Die Schächte 1 und 2 sowie die Friktionhalle zwischen beiden stehen seit 2013 unter Denkmalschutz. Der Förderverein Fördergerüste erhält die Fördergerüste und bietet Besuchergruppen geführte Aufstiege auf Schacht 1 an.
Eigentümerin des neuen Gewerbezentrums ist die Projektgesellschaft Westfalen mbH. Die meisten Gebäudetrakte sind mittlerweile vorrangig an Gewerbetreibende und Dienstleistungsunternehmer sowie für Freizeit und Sport vermietet. Das Außengelände wurde unter Federführung der LEG und der Stadt Ahlen freigeräumt und neugestaltet. Heute gibt es klare Strukturen und Kanten in der Fläche unter den Fördergerüsten, die die historischen Industriedenkmäler richtig positionieren.
Von der Schachtanlage 3 ist außer einem Hinweisschild über dem verfüllten Schacht nichts mehr vorhanden.
Von Schacht 4 finden sich keine bergbaulichen Spuren mehr, das Gelände ist mittlerweile begrünt. Die Schachtanlage 5 befindet sich im Beckumer Stadtgebiet nahe der Alten Ahlener Straße, etwa 4,5 km östlich der Hauptschachtanlage 1/2. Ein Betriebsgebäude, die Schlosserei sowie das Trafohaus sind noch vorhanden. Diese Gebäude befinden sich heute im Privatbesitz.
Die Tagesanlagen von Schacht 6 wurden nach der Stilllegung restlos abgebrochen. Den Standort des verfüllten Schachtes markiert heute eine Protegohaube. Auf dem ehemaligen Werksgelände wird außerdem eine Grubengasabsauganlage zur Strom- und Wärmeerzeugung betrieben. In unmittelbarer Nähe der Schachtanlage, zwischen der Dolberger Straße und der Straße Im Holt, befindet sich die inzwischen geschlossene alte Bergmannskneipe, in der die Bergleute aus dem Schacht 6 nach der Schicht ihr Bier holten.
Für die noch relativ jungen Gebäude der Schachtanlage 7 fand sich in den vergangenen Jahren keine Möglichkeit der Nachnutzung, weshalb im Juni 2010 mit dem Abriss der Anlage begonnen wurde. Der Förderturm über dem ehemaligen Schacht wurde am 29. Januar 2011 gegen 11:15 Uhr gesprengt. Alle Gebäude werden nur ebenerdig abgebrochen – die Fundamente werden im Boden belassen – wofür etwa 12 Monate veranschlagt werden. Anschließend soll das Gelände mindestens zwei Meter hoch mit Erdreich überdeckt werden, was weitere 24 Monate dauern soll. Auf dem aufgeschütteten Areal soll ein Waldgebiet entstehen, da für eine andere Nutzung der etwas abgelegenen Brachfläche kein Bedarf besteht.
Die ehemalige Hafenbahn der Zeche Westfalen, die über eine Länge von ca. 8,5 km die Schachtanlagen 1/2, 3 und 4 mit dem werkseigenen Verladehafen am Datteln-Hamm-Kanal verband, wurde mittlerweile zu einem Fahrrad- und Fußweg umgebaut. Dieser ist Teil des Werseradweges und hat seit 2011 Anschluss an der neuen Römer-Lippe-Route.
Die größere Osthalde ist für Besucher gesperrt, die Westhalde aus Rotasche bzw. Haldenrot ist größtenteils abgetragen.

### Solarpark
Auf der Konversionsfläche von Schacht 3 sieht der Flächennutzungsplan der Stadt Ahlen den Bau einer Photovoltaik-Freiflächenanlage zur Nutzung erneuerbarer Energien vor.
Im Mai 2021 erfolgte die offizielle Inbetriebnahme des Solarparks. Technische Daten:
- Leistung: 2900 kWp
- Stromerzeugung pro Jahr: 2.740.000 kWh
- Fläche: 3 Hektar Photovoltaik-Anlage auf 12 ha Pachtfläche
- Betreiber: SWT/SE Solarkraftwerke GmbH (Stadtwerke Trier und Schoenergie GmbH)
- Investition: 1,8 Mio. Euro